# Mayanup
Mayanup is een plaats in de regio South West in West-Australië.

## Geschiedenis
Ten tijde van de Europese kolonisatie leefden de Bibbulmun in de streek. Augustus Charles Gregory was rond 1845 een van de eerste Europeanen die de streek verkende. In 1854 vestigde Commodore Scott zich aan de waterloop 'Scotts Brook'. Hij bouwde er de hofstede Norlup.
In 1905 werd aan de 'Scotts Brook' een locatie voorzien voor een dorp. De omgeving stond ook bekend als Gnowergerup, de aboriginesnaam voor een nabijgelegen waterloop. Een jaar later werden de eerste kavels opgemeten. In 1907 werd Mayanup officieel gesticht. De naam is Aborigines van afkomst maar de betekenis ervan en de reden waarom voor die naam gekozen werd zijn onbekend.
De gemeenschapszaal, de 'Mayanup Hall', werd in 1921 gebouwd.

## Beschrijving
Mayanup maakt deel uit van het lokale bestuursgebied (LGA) Shire of Boyup Brook, waarvan Boyup Brook de hoofdplaats is.
In 2021 telde Mayanup 174 inwoners.
Mayanup heeft een gemeenschapszaal en enkele sportfaciliteiten.

## Ligging
Mayanup ligt 280 kilometer ten zuidzuidoosten van de West-Australische hoofdstad Perth, 40 kilometer ten oosten van het aan de South Western Highway gelegen Bridgetown en 15 kilometer ten zuiden van Boyup Brook.

## Klimaat
De streek kent een gematigd mediterraan klimaat, CSb volgens de klimaatclassificatie van Köppen.